# Крупенина, Конкордия Кириковна
Конкордия Кириковна Крупенина — советский хозяйственный деятель, Герой Социалистического Труда.

## Биография
Родилась в 1916 году в селе Верхне-Камчатск. Член КПСС с 1944 года.
В 1930—1968 гг. — колхозница полеводческой бригады колхоза «Коммунар», заведующая избой-читальней, председатель Верхне-Камчатского сельсовета, заведующая детскими яслями, звеньевая полеводческого звена колхоза имени Сталина, бригадир полеводческой бригады Мильковского совхоза Мильковского района Камчатской области.
Указом Президиума Верховного Совета СССР от 30 апреля 1966 года присвоено звание Героя Социалистического Труда с вручением ордена Ленина и золотой медали «Серп и Молот».
Делегат XXIII съезда КПСС.
Умерла в 1997 году в селе Мильково.

## Награды и звания
- Герой Социалистического Труда (30.04.1966)
- Орден Ленина (30.04.1966)